# Varg Vikernes
Varg Quisling Larsson Vikernes (tiếng Na Uy: [ˈʋɑrɡ ˈʋiːkəɳeːs]; sinh ngày 11 tháng 2 năm 1973 dưới tên khai sinh Kristian Vikernes, tên hợp pháp hiện tại Louis Cachet) là một nhạc sĩ black metal người Na Uy. Vikernes sinh tại Bergen, Na Uy. Năm 1991, anh đã thành lập dự án âm nhạc Burzum và đã trở thành một phần quan trọng trong giới black metal Na Uy thời kỳ đầu (early Norwegian black metal scene).